# Pan Yapa i magiczna załoga
Pan Yapa i magiczna załoga to płyta zarejestrowana przez aktora Krzysztofa Janczaka, czołówkę polskich muzyków oraz dzieci znanych aktorów i ludzi świata teatru, filmu i mediów (np. rodziny Opaniów, Owsiaków czy Barcisiów).

## Lista utworów i wykonawcy
| 1.  | Magiczna załoga | 3:52  |
|     | - Krzysztof "Yapa" Janczak - słowa - Karim Martusewicz - muzyka, gitara basowa, instrumenty klawiszowe - Wojtek Waglewski - gitara - Marcin Riege - instrumenty klawiszowe - Horst Michael Schaffer - trąbka - Luis Ribeiro - instrumenty perkusyjne - Lukas Knöfler - perkusja - Mania Janczarska, Marysia Sobocińska, Antek Orłoś, Filip Opania, oraz Magiczna Załoga - śpiew                                                                                 |       |
| 2.  | Pojedynków czar | 2:55  |
|     | - Krzysztof "Yapa" Janczak - słowa, magiczna narracja - Karim Martusewicz - muzyka, gitara basowa, syntezator basowy - Valdi Szoff - gitara - Lukas Knöfler - perkusja - Mania Janczarska, Kamil Kryszak, Filip Opania, oraz Magiczna Załoga - śpiew |       |
| 3.  | Urodziny małego czarodzieja | 4:59  |
|     | - Krzysztof "Yapa" Janczak - słowa - Karim Martusewicz - muzyka, gitara basowa, instrumenty klawiszowe, programowanie - Wojtek Waglewski - gitara - Piotr "Dziki" Chancewicz - gitara - Horst Michael Schaffer - trąbka - Lukas Knöfler - perkusja - Zuzia Żak, Jaś Boberek oraz Marianna Linde, Staś Paśkowski, Jaś Dymek i Magiczna Załoga - śpiew |       |
| 4.  | Mambo Bazyliszek | 3:09  |
|     | - Krzysztof "Yapa" Janczak - słowa - Karim Martusewicz - muzyka, kontrabas - Kuba Stankiewicz - Fender Rhodes - Wojtek Waglewski - cuica - Horst Michael Schaffer – skrzydłówka - Luis Ribeiro - instrumenty perkusyjne - Lukas Knöfler - perkusja - Michasia Robakiewicz, Ania Witwicka, Zuzia Żak, Kasia Seremak oraz Ignaś Martusewicz i Magiczna Załoga - śpiew                                                                                             |       |
| 5.  | Smoczy twist | 2:50  |
|     | - Krzysztof "Yapa" Janczak - słowa - Karim Martusewicz - muzyka, gitara basowa, syntezator basowy - Wojtek Waglewski - gitara - Kuba Stankiewicz - Fender Rhodes - Mateusz Pospieszalski - saksofon barytonowy - Lukas Knöfler - perkusja - Mania Janczarska, Michasia Robakiewicz, Filip Opania, Adrian Rozenek oraz Magiczna Załoga - śpiew |       |
| 6.  | Cztery wilkołaki | 3:01  |
|     | - Krzysztof "Yapa" Janczak - słowa - Karim Martusewicz - muzyka, gitara basowa, instrumenty klawiszowe, programowanie - Valdi Szoff - gitara - Piotr "Dziki" Chancewicz - gitara - Lukas Knöfler - perkusja - Magiczna Załoga i Magiczni Załoganci - śpiew |       |
| 7.  | Cyrk na drągu | 4:16  |
|     | - Krzysztof "Yapa" Janczak - słowa - Karim Martusewicz - muzyka, gitara basowa, instrumenty klawiszowe, programowanie - Filip Siejka - skrzypce elektryczne, gitara - Valdi Szoff - gitara - Eldis la Rosa - saksofon sopranowy - DJ Dam - skrecze - Luis Ribeiro - instrumenty perkusyjne - Lukas Knöfler - perkusja - Matylda Stuhr, Adrian Rozenek, Franek Barciś, Mateusz Malcharek, Paweł Staliński oraz Ignaś Martusewicz i Magiczna Załoga - śpiew i rap |       |
| 8.  | Żółte eliksiry Czyli zakręcona bajka muzyczna dla Jacka Kleyffa | 4:35  |
|     | - Krzysztof "Yapa" Janczak - słowa, magiczna narracja - Karim Martusewicz - muzyka, gitara basowa, syntezator basowy, Fender Rhodes - Valdi Szoff - gitara - Luis Ribeiro - instrumenty perkusyjne - Lukas Knöfler - perkusja - Eldis la Rosa - śpiew - Zosia Kozłowicz, Kalina Walentowicz, Ania Witwicka, Marysia Janczak i Magiczna Załoga |       |
| 9.  | Dwa utopce | 4:02  |
|     | - Pan Yapa - magiczne zaklęcia - Karim Martusewicz - muzyka, gitara basowa, instrumenty klawiszowe, programowanie - Wojtek Waglewski - gitara - Piotr "Dziki" Chancewicz - gitara - Horst Michael Schaffer - trąbka - Lukas Knöfler - perkusja - DJ Dam - skrecze - Jurek Malanowicz, Jaś i Franek Boberek oraz Ewa Owsiak, Zosia Kozłowicz, Kalina Walentowicz, Mania Janczarska i Magiczna Załoga - śpiew i rap                                               |       |
| 10. | Morelowy wampirek | 3:24  |
|     | - Krzysztof "Yapa" Janczak - słowa, magiczne zaklęcia - Karim Martusewicz - muzyka, gitara basowa, instrumenty klawiszowe, programowanie - Marcin Riege - instrumenty klawiszowe - Luis Ribeiro - instrumenty perkusyjne - Lukas Knöfler - perkusja - Horst Michael Schaffer - śpiew - Zosia Kozłowicz, Kalina Walentowicz, Marianna Linde, Natalia Kamińska, Ignaś Martusewicz oraz Krzyś Seremak, Jurek Malanowicz i Magiczna Załoga - śpiew                  |       |
| 11. | Rock trolli | 3:26  |
|     | - Krzysztof "Yapa" Janczak - słowa - Karim Martusewicz - muzyka, gitara basowa, instrumenty klawiszowe, programowanie - Valdi Szoff - gitara - Piotr "Dziki" Chancewicz - gitara - Lukas Knöfler - perkusja - Adrian Rozenek, Mania Janczarska oraz Ewa Owsiak, Marysia Janczak, Gabrysia Łazarkiewicz oraz Weronika Żurowska i Magiczna Załoga |       |
| 12. | Zlot czarownic | 3:51  |
|     | - Krzysztof "Yapa" Janczak - słowa, magiczna narracja - Karim Martusewicz - muzyka, kontrabas, syntezator basowy, Fender Rhodes, programowanie - Horst Michael Schaffer - trąbka - Valdi Szoff - gitara - Lukas Knöfler - perkusja - Ania Witwicka, Gabrysia Łazarkiewicz, Weronika Żurowska, Zuzia Żak - śpiew |       |
|     | | 44:20 |
|     | |       |
- Karim Martusewicz - produkcja muzyczna, aranżacja utworów
- Piotr "Dziki" Chancewicz - realizacja dźwięku, mix
- Przemek Nowak - edycja komputerowa
- Jacek Gawłowski - mastering
- Urszula Inglot - pomoc w przygotowaniu dzieci

Nagrano w Media Studio/wuwu studio w Warszawie, Agemes Production Studio w Grazu, Lukas Knöfler Studio w Wiedniu, Karim Production Studio w Warszawie, Centrum Kultury Łowicka w Warszawie. Mastering w studio Q-Sound w Warszawie.